# Upper Manhattan

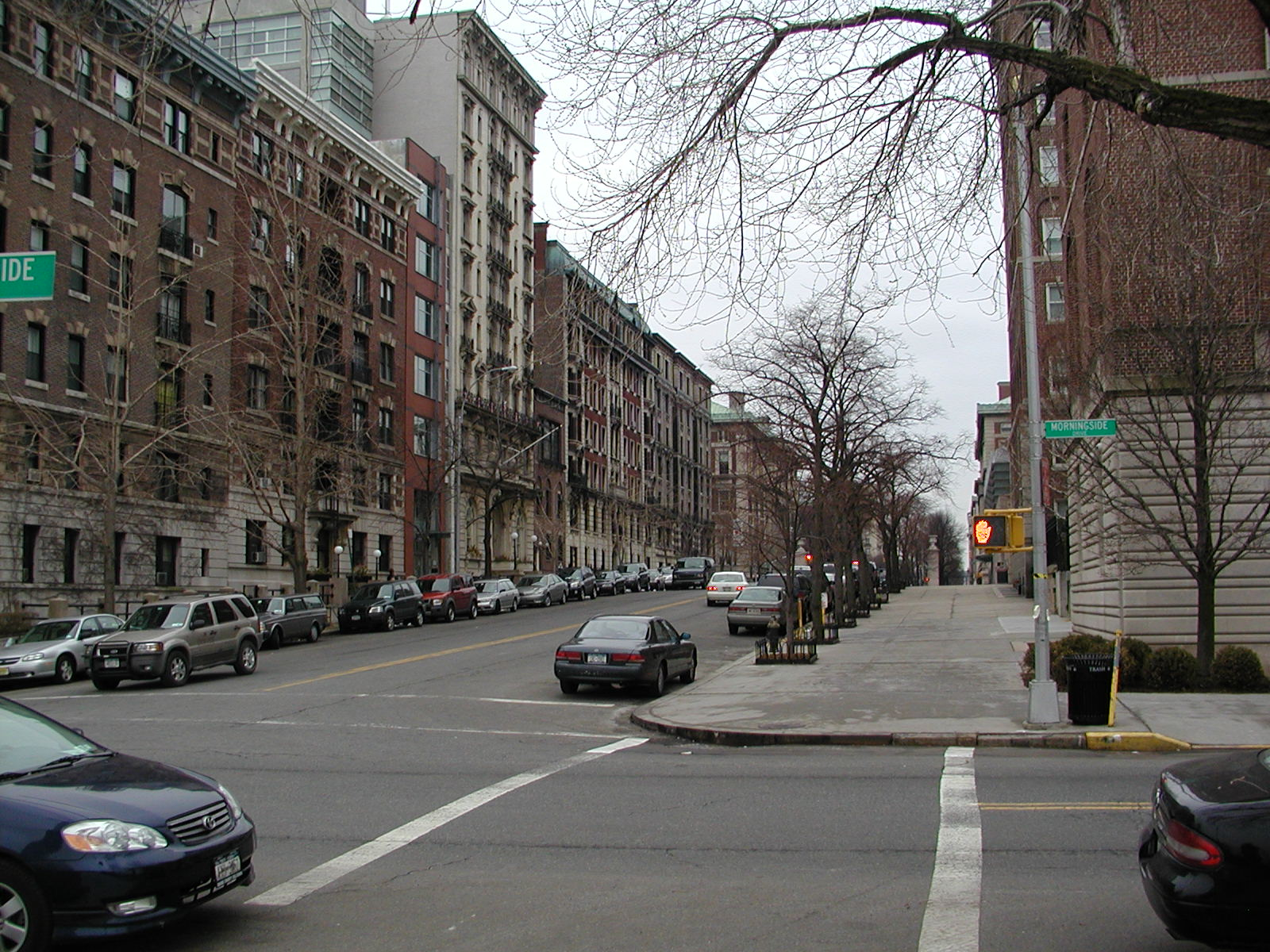
Pohled na rezidentní domy a Columbia University

Upper Manhattan je nejsevernější část Manhattanu v New Yorku. Jižní hranice Manhattanu začíná na East 96th Street a severní hranice končí ve West 220th Street. S velké části je Upper Manhattan obklopen řekou Hudson a East River.
V horní části Upper Manhattanu jsou zahrnuty čtvrtě Marble Hill, Inwood, Washington Heights (včetně Fort George, Sherman Creek a Hudson Heights), Harlem (včetně Sugar Hill, Hamilton Heights a Manhattanville) a části Upper West Side (Morningside Heights a Manhattan Valley).
V pozdním 19. století linka IRT Ninth Avenue Line a další zvýšené železnice přinesly rozšíření města do dříve rustikálního Upper Manhattanu. Až do konce 20. století to bylo ovlivněno gentrifikací v dalších částech New Yorku za posledních 30 let.
Stejně jako ostatní obytné čtvrtě, není Upper Manhattan hlavním centrem cestovního ruchu v New Yorku, i když některé turistické atrakce tu sídlí jako Grant's Tomb, většina Riverside Parku, divadlo Apollo, Fort Tryon Park a The Cloisters, Sylvia's Restaurant, Hamilton Grange, Morris-Jumel Mansion, Minton's Playhouse, Riverbank State Park, Sakura Park, Sugar Hill, Riverside Church, Národní jazzové muzeum v Harlemu a dům Dyckman.

## Zajímavá místa a budovy
| Název                          | Rok dokončení | Info |
| ------------------------------ | ------------- | --- |
| Kolumbijská univerzita         | 1754          | Kolumbijská univerzita je soukromá univerzita v USA, patřící do „břečťanové ligy“ elitních amerických univerzit.                                                        |
| The Cloisters                  | 1938          | Muzeum specializující se na evropskou středověkou architekturu, sochařství a dekorativní umění. Je součástí Metropolitního muzea umění.                                 |
| Seaman-Drake Arch              | 1855          | Oblouk vybudován rodinou Seaman, je známý také jako Inwood Arch, který je pozůstatkem kopce.                                                                            |
| Spuyten Duyvil Creek           | -             | Krátké přílivové ústí spojující řeku Hudson s kanálem řeky Harlem a poté s řekou Harlem v New Yorku.                                                                    |
| Henry Hudson Bridge            | 1936          | Dvoupatrový ocelový most ve tvaru oblouku, který vede přes Spuyten Duyvil Creek. Tento most nesmí využívat užitková vozidla.                                            |
| Inwood Hill Park               | 1926          | Městský a velmi udržovaný veřejný park. Nachází se na vysokém břemenu, který je 200 m vysoký nad řekou Hudson.                                                          |
| Grant's Tomb                   | 1897          | Poslední místo odpočinku 18. prezidenta Spojených států Ulysses S. Granta (1822-1885) a jeho manželky Julie Dent Grantové (1826-1902).                                  |
| United Palace                  | 1930          | Kostel a neziskové kulturní centrum, kde se konají živá vystoupení. |
| Katedrála St. John the Divine  | 1892          | Katedrála biskupské diecéze. V roce 2001 zde vypukl velký požár, který si vyžádal opravy. Znovuotevření proběhlo v roce 2008.                                           |
| Islamské kulturní centrum      | 1987          | První mešita postavená v New Yorku. |
| Museum of the City of New York | 1923          | Historické a umělecké muzeum města New Yorku (MCNY), které je postavená z červených cihel a mramorovým dekorem.                                                         |
| El Museo del Barrio            | 1969          | Často zvaný jako El Museo, je muzeum specializující se na latinskoamerické a karibské umění s důrazem na díly z Portorika a komunity Portorika v New Yorku.             |
| Schomburg Center               | 1905          | Schomburg Center for Research in Black Culture je výzkumná knihovna, kde je archiv o lidech Afrického původu z celého světa.                                            |
| Riverside Church               | 1930          | Křesťanský kostel sídlící v Morningside Heights. Ačkoli je mezidenominační, je spojen také s denominací Amerických baptistických církví a Sjednocenou církví Kristovou. |
| City College of New York       | 1847          | Veřejná vysoká škola ve městě, kterou spravuje City University of New York.                                                                                             |